# Hardee megye
Hardee megye az Amerikai Egyesült Államokban, azon belül Florida államban található. Megyeszékhelye és legnagyobb városa Wauchula. Lakosainak száma 25 327 fő (2020. április 1.). Hardee megye Polk, Highlands, DeSoto, Manatee és Hillsborough megyékkel határos.

## Népesség
A megye népességének változása:
| Lakosok száma | 27 280 | 26 725 | 27 493 | 27 519 | 27 502 | 25 327 |
|               | 2010   | 2011   | 2012   | 2013   | 2015   | 2020   |